# Ghimbav
Ghimbav (węg. Vidombák, niem. Weidenbach) – miasto w okręgu Braszów w Siedmiogrodzie w środkowej Rumunii. Zamieszkane przez 4 698 mieszkańców (2011).
Znajduje się w nim fabryka helikopterów IAR Ghimbav, która wytwarza IAR 330 na licencji Aérospatiale Puma.